# Strunkovice nad Blanicí
Strunkovice nad Blanicí település Csehországban, a Prachaticei járásban. Strunkovice nad Blanicí Dub, Hracholusky, Malovice, Vitějovice, Budkov, Netolice, Těšovice, Truskovice és Bavorov településekkel határos. Lakosainak száma 1307 fő (2024. január 1.).

## Népesség
A település lakosságának változását az alábbi diagram mutatja:
| Lakosok száma | 2423 | 2140 | 2022 | 1354 | 1257 | 1202 | 1237 | 1264 | 1264 | 1307 |
|               | 1869 | 1890 | 1921 | 1950 | 1980 | 2001 | 2017 | 2019 | 2022 | 2024 |